# Lampshade Media
Lampshade Media једна од најдинамичнијих музичких издавачко-дистрибутерских кућа у Србији. Lampshade Media се бави физичком продајом и дистрибуцијом CD  издања, дигиталном дистрибуцијом, те заступањем извођача пред ауторским и сродним организацијама, букингом, маркетингом и промоцијом. Акценат је стављен на дигитално издаваштво и дистрибуцију.
Европска асоцијација независних музичких компанија „Импала” уврстила је српску издавачку кућу Lampshade Media међу најбоље младе издаваче у Европи. До сада су објавили преко 200 издања, што домаћих, што оних из региона.

## Извођачи
Извођачи које заступа издавачка кућа Lampshade Media су:

| - Александар Јовановић Шљука - Чинчила - The LVC'z - Марчело - Marko Louis - Maja Louis - Невена Глибетић Ненси |  | - Никола Чутурило - Parampaščad - RАID - Sajsi MC - Merblu - Kruz Roudi - Eleven |  |

## Издања
Студијски албуми
- Слобода -  Marko Louis (2020)
- Крила - Маја Лоуис (2021)
- На путу ка сунцу - Парампашчад (2021)
- Superimposed - Немања Златарев и FunktastiCoalition Group (2021)
- Приче из Депоа - Никола Чутурило (2021)
- Piano solo - Александар Јовановић Шљука (2021)
- Нојева варка - Марчело (2021)
- Далеко је Дизни (2021 Remaster) - Sajsi MC
- Who Is The LVC'z - The LVC'z (EP - 2021)
- Daleko je Dizni (Festive Edition) - Sajsi MC (2021)
- Reči koje nešto znače - Eleven (2022)